# Ephraim Gerhard
Ephraim Gerhard též Ephraimus Gerhardus (1682–1718) byl německý právník a historik filozofie.
Pocházel ze Slezska. Působil jako profesor práva v Altdorfu, kde i mlád zemřel.
Napsal např. spisy Delineatio Philosophiae Rationalis a Delineatio juris civilis privati Romano-Germanici.